# Comte de Romanones
 (avril 2023).
Si vous disposez d'ouvrages ou d'articles de référence ou si vous connaissez des sites web de qualité traitant du thème abordé ici, merci de compléter l'article en donnant les références utiles à sa vérifiabilité et en les liant à la section « Notes et références ».
Álvaro de Figueroa y Torres, 1er comte de Romanones, couramment appelé le comte de Romanones ou simplement Romanones, né le 9 août 1863 à Madrid et mort le 11 septembre 1950 dans la même ville, est un homme d'État espagnol. Membre du Parti libéral de Sagasta et Canalejas, il fut président du Sénat espagnol, 17 fois ministre et 3 fois président du Conseil des ministres.

## Biographie
Second fils d'Ignacio de Figueroa y Mendieta et Ana de Torres y Romo, marquis de Villamejor, il appartenait à une riche famille originaire de la province de Guadalajara et propriétaire des mines de La Unión (Murcie).
Diplômé de Droit à l'Université centrale de Madrid (1884) et docteur de l'Université de Bologne, où il vécut dans l'idée de se spécialiser en Droit politique, il n'exerça pas son métier d'avocat, préférant se consacrer à la politique et aux affaires.
Appuyé à ses débuts par son beau-frère, le célèbre homme politique et jurisconsulte Manuel Alonso Martínez, il commença son activité politique comme député de Guadalajara aux premières Cortes de la Régence de Marie-Christine de Teschen (avec l'appui des réseaux caciquistes, il resta sans interruption député de son fief de Guadalajara de 1888 à 1936). Il devint ensuite membre de l'Ayuntamiento de Madrid (équivalent du conseil municipal) et peu après maire de la ville (1894). Il fut lié tout au long de sa carrière politique au Parti libéral fondé par Práxedes Mateo Sagasta, dont il devint l'un des principaux dirigeants.
En 1903, il fonda une revue politique dans laquelle il défendait ses vues personnelles: le Diario Universal. Il fut ministre de l'Instruction publique et des Beaux-arts sous Sagasta (1901-1902), mandat au cours duquel il intégra le salaire des enseignants dans le budget de l'État.
Lors des gouvernements libéraux de 1905-1906 il fut ministre de l'Équipement, de la Justice et de l'Intérieur. Il contribua à l'ascension de José Canalejas à la direction du Parti libéral; il reçut en récompense le poste de ministre de l'Instruction publique (1909) et fut plus tard promu à la présidence du congrès des députés (1912).
Après l'assassinat de Canalejas et le gouvernement de Manuel García Prieto, il devint le chef indiscuté d'une des principales factions du Parti libéral. Il fut chef de gouvernement (1912-1913) et négocia avec la France le traité de souveraineté sur le Maroc (1912). Il convient de souligner qu'il avait, à titre personnel, des intérêts économiques (miniers notamment) dans la zone du Rif. Sa posture profrançaise au cours de la Première Guerre mondiale se heurta avec la déclaration de neutralité du gouvernement d'Eduardo Dato et les attitudes germanophiles des conservateurs. Sa nouvelle présidence au gouvernement de 1915 à 1917 marqua un tournant de la politique extérieure, avec un soutien aux Alliés et un affrontement avec l'Allemagne à la suite du torpillage de navires espagnols par des sous-marins allemands mais, se montrant incapable de résoudre les conflits sociaux internes et subissant les attaques de la presse conservatrice favorable à l'Allemagne, il finit par présenter sa démission.
Il participa peu après au gouvernement d'union nationale d'Antonio Maura comme ministre de l'Instruction et de la Justice, ainsi qu'au gouvernement de García Prieto comme ministre d'État (1918). Il fut même à nouveau chargé de présider un gouvernement éphémère (décembre 1918), renversé par l'agitation autonomiste en Catalogne et par les conflits ouvriers. Il fut démis de ses fonctions en avril 1919 après la signature le 3 avril du Décret de la journée de huit heures.
Ministre de la Grâce et de la Justice (1922-1923) dans le gouvernement de concentration libérale de García Prieto, il occupa ensuite la présidence du Sénat en 1923 jusqu'au coup d'État de Primo de Rivera le 13 septembre de la même année.
Il resta à l'écart de la politique pendant la dictature, bien qu'il participât à la conspiration de la Sanjuanada de 1926. Primo de Rivera lui imposa en conséquence une amende de 500 000 pesetas, ce qui, bien qu'étant une somme énorme pour l'époque, ne dut pas lui causer le moindre tourment vu sa richesse personnelle.
À la chute de la dictature en 1930, il participa au gouvernement de Juan Bautista Aznar comme ministre d'État, mais les élections de 1931 révélèrent que la voie monarchique n'était plus de mise et, à la vue des résultats, favorables à la République, il conseilla au roi Alphonse XIII d'abandonner le pays. Romanones eut une entrevue personnelle avec Niceto Alcalá Zamora et le comité révolutionnaire dans le but d'assurer une passation pacifique des pouvoirs au gouvernement provisoire de la République sans intervention militaire, en échange de la préservation de la vie du monarque et de sa famille. Pendant la République il conserva son siège de député de Guadalajara aux Cortès mais son rôle politique fut insignifiant, bien qu'il intervînt résolument pour la défense de la figure du Roi en exil.
Il ne participa pas au soulèvement militaire de juillet 1936. La Guerre civile le prit par surprise à Saint Sébastien, alors qu'il se consacrait à la gestion des affaires et des entreprises minières en sa possession ; avec l'aide de l'ambassadeur de France, il se réfugia en France. Il revint dans la zone rebelle en 1937 mais il ne s'occupa plus jamais de politique, se vouant à achever ses mémoires, à la présidence de la Real Academia de Bellas Artes de San Fernando et d'autres activités liées à la Real Academia de la Historia ou à la Real Academia de Jurisprudencia y Legislación.
Marié avec Casilda Alonso-Martínez y Martín, fille de Manuel Alonso Martínez, homme politique libéral important, ami de Sagasta et propriétaire d'un célèbre cabinet d'avocat à Madrid, il eut trois fils et une fille, Casilda de Figueroa, qui fut duchesse consort de Pastrana à la suite de son mariage avec Rafael de Bustos. Son fils José mourut au combat en 1920 au cours de la guerre d'Afrique.

## Œuvre et idéologie
Romanones fut un écrivain prolifique. Il écrivit ses mémoires durant la République. Parmi ses œuvres figurent Las Responsabilidades políticas del Antiguo Régimen, Breviario de Política Experimental, Biología de los Partidos Políticos, El régimen parlamentario y los gobiernos de gabinete, Observaciones y Recuerdos (1912-1921), Notas de mi vida (1929-1947), Los cuatro presidentes de la I República ainsi que plusieurs biographies, notamment celles d'Espartero, d'Amédée Ier d'Espagne et de Marie-Christine de Teschen.
Il fut de plus le fondateur du Diario Universal, propriétaire de El Globo et collaborateur à El Magisterio Español et El Heraldo de Madrid.
Le comte de Romanones représentait le prototype de l'homme politique de palais, manœuvrier sans scrupules et agissant en défense de gros intérêts économiques. Grâce à cela et à ses influences personnelles savamment entretenues, son caciquisme se maintint plusieurs décennies dans la province de Guadalajara. Il fut élu député de façon ininterrompue de 1886 à 1936, et étendit les bénéfices de ce contrôle politique incontesté à sa famille proche : ses frères Rodrigo, José et Gonzalo (fondateur de Banesto) et ses fils Carlos y Alvaro de Figueroa et Alonso-Martínez.
Parmi les avancées sociales approuvées par son gouvernement, on peut citer en 1901 l'intégration des salaires des enseignements au budget de l'État et la signature le 3 avril 1919 du décret dit "de la journée de travail de huit heures ("decreto de la jornada de ocho horas").
Bien qu'étant catholique, Romanones était considéré comme un ennemi de l'intransigeance religieuse et de l'influence du Clergé et fut par conséquent sévèrement critiqué par l'Église et ses hautes autorités (l'évêque de Tui, par exemple), particulièrement après la promulgation de la Loi du Mariage civil lorsqu'il faisait partie du cabinet de Montero Ríos de 1905, dans laquelle on n'obligeait pas ceux qui se mariaient à déclarer leur religion. Il renoua les relations avec le Vatican mais continua à s'affirmer partisan de la séparation de l'Église et de l'État et, bien qu'il signât des accords très favorables à l'église catholique, il défendait avec vigueur l'idée que le pouvoir religieux ne devait influencer en aucune manière sur le pouvoir civil, par exemple à travers la dénommée Ley del candado (littéralement « Loi du cadenas », de 1910).

## Distinctions
Docteur en Droit de l'Université de Bologne, il était membre de la Real Academia de la Historia et de l'Académie royale des sciences morales et politiques, président de l'Athénée de Madrid et directeur de l'Académie royale des beaux-arts de San Fernando.
Il obtint le titre de comte de Romanones en 1893 et fut Grand d'Espagne dès 1911.

## Anecdotes
À l'âge de neuf ans il tomba d'un coche et resta boiteux à vie. Ce petit handicap fut exploité sans miséricorde par tous ses caricaturistes. Il finança pendant de nombreuses années un institut d'assistance aux enfants boiteux, qui leur fournissait les prothèses dont ils avaient besoin.
En 1913 il autorisa la vente à la Gemäldegalerie, Staatliche Museen, du retable de Monforte de Lemos : L'Adoration des Mages de Hugo van der Goes.
Il apparaît dans Luces de Bohemia, œuvre théâtrale de Ramón María del Valle-Inclán, comme paradigme de l'homme immensément riche.